# 闾左昭仪
闾左昭仪（?—?），中国南北朝北魏废帝南安王拓跋余的生母，太武帝拓跋焘的左昭仪。她是柔然人，大檀的女儿，吴提的妹妹。452年，宦官宗爱弑杀太武帝，立拓跋余为皇帝，宗爱后又杀拓跋余。太武帝的孙子拓跋濬杀死宗爱，成为文成帝。